# Preziosissimo Sangue di Nostro Signore Gesù Cristo

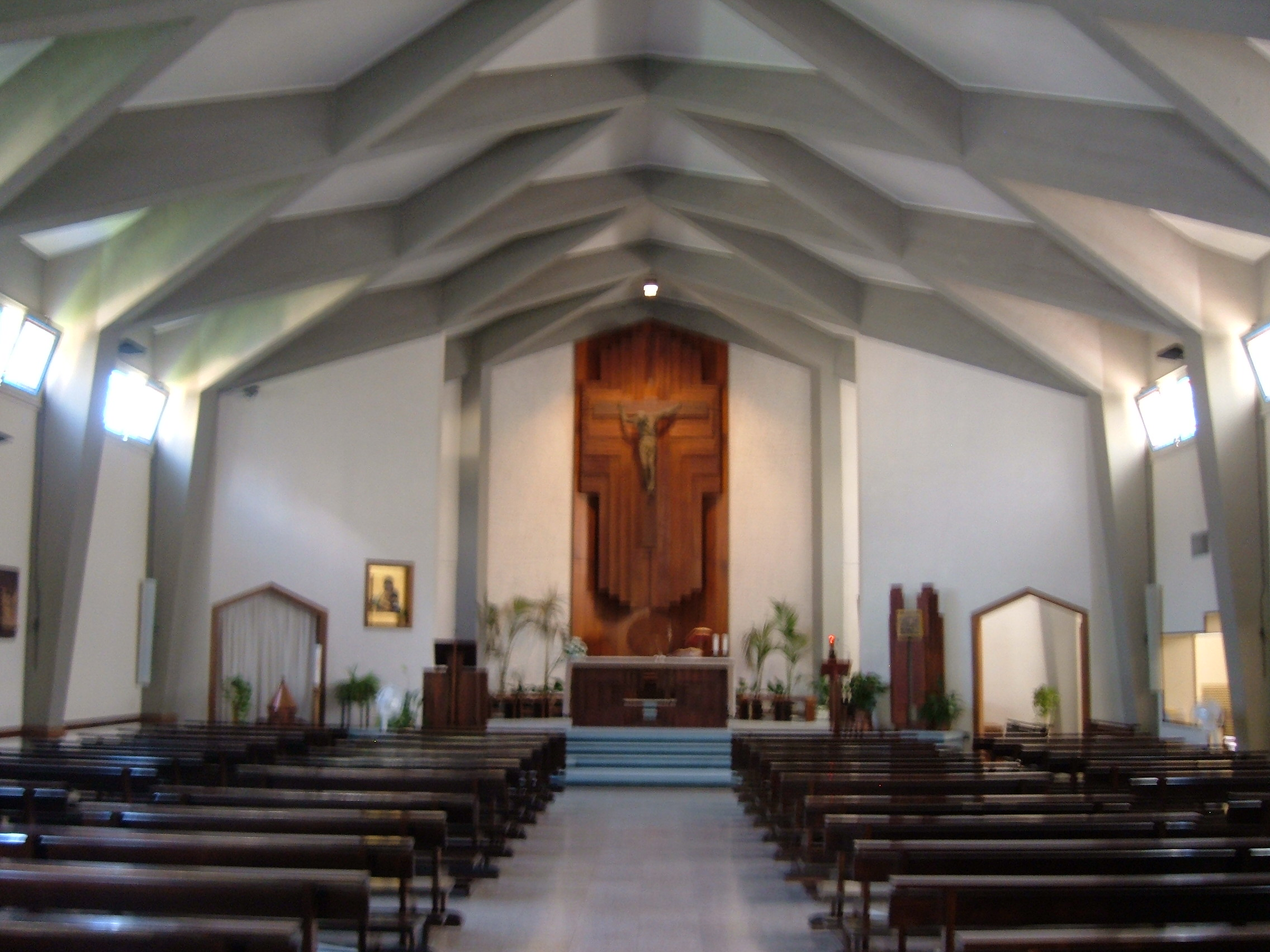
Innenansicht

Preziosissimo Sangue di Nostro Signore Gesù Cristo ist eine Pfarr- und Titelkirche im römischen Quartier Tor di Quinto. Sie ist eine von vier Kirchen in Rom, die dem kostbaren Blut Christi geweiht sind.

## Geschichte
Die Pfarrei wurde am 22. Oktober 1957 mit einem Dekret von Kardinalvikar Clemente Micara errichtet. Die Kirche wurde nach Plänen von Nello Ena gebaut und 1957 fertiggestellt. Bei einem Besuch der Pfarrei am 17. Oktober 1993 feierte Papst Johannes Paul II. die Messe. Am 24. November 2007 wurde die Kirche von Papst Benedikt XVI. zur Titelkirche erhoben.

## Kardinalpriester
Aktueller und bisher einziger Titelinhaber ist:
- John Njue, Erzbischof von Nairobi seit 24. November 2007[1]